# Septième circonscription de l'Hérault
La septième circonscription de l'Hérault est l'une des 9 circonscriptions législatives françaises que compte le département de l'Hérault (34) situé en région Occitanie.

## Description géographique et démographique
La septième circonscription de l'Hérault a été créée par le découpage électoral de la loi no 86-1197 du 24 novembre 1986
, et regroupait les divisions administratives suivantes : 
- Canton d'Agde
- canton de Sète-1
- canton de Sète-2
- canton de Frontignan
- canton de Mèze.

Depuis l'ordonnance no 2009-935 du 29 juillet 2009, ratifiée par le Parlement français le 21 janvier 2010, elle regroupe les divisions administratives suivantes : 
- canton d'Agde
- canton de Florensac
- canton de Pézenas
- canton de Servian
- canton de Sète-1
- canton de Sète-2

Après le redécoupage des cantons de 2014, la Septième circonscription englobe une partie du canton de Béziers-3, la grande partie du canton d'Agde ainsi que les cantons de Pézenas et de Sète. 
D'après le recensement général de la population en 2022, réalisé par l'Institut national de la statistique et des études économiques (INSEE), la population totale de cette circonscription est estimée à 138623 habitants,.

| Nom                | Code Insee | Intercommunalité               | Superficie (km2) | Population (dernière pop. légale) | Densité (hab./km2) |
| ------------------ | ---------- | ------------------------------ | ---------------- | --------------------------------- | ------------------ |
| Abeilhan           | 34001      | CC Les Avant-Monts             | 7,81             | 1 824 (2022)                      | 234                |
| Agde               | 34003      | CA Hérault Méditerranée        | 50,81            | 29 612 (2022)                     | 583                |
| Alignan-du-Vent    | 34009      | CA Béziers Méditerranée        | 17,3             | 1 761 (2022)                      | 102                |
| Bessan             | 34031      | CA Hérault Méditerranée        | 27,65            | 5 705 (2022)                      | 206                |
| Caux               | 34063      | CA Hérault Méditerranée        | 24,84            | 2 692 (2022)                      | 108                |
| Castelnau-de-Guers | 34056      | CA Hérault Méditerranée        | 22,51            | 1 199 (2022)                      | 53                 |
| Coulobres          | 34085      | CA Béziers Méditerranée        | 2,99             | 371 (2022)                        | 124                |
| Espondeilhan       | 34094      | CA Béziers Méditerranée        | 5,08             | 1 176 (2022)                      | 231                |
| Florensac          | 34101      | CA Hérault Méditerranée        | 35,71            | 5 138 (2022)                      | 144                |
| Marseillan         | 34150      | CA Sète Agglopôle Méditerranée | 51,71            | 8 047 (2022)                      | 156                |
| Montblanc          | 34166      | CA Béziers Méditerranée        | 26,94            | 2 896 (2022)                      | 107                |
| Nézignan-l'Évêque  | 34182      | CA Hérault Méditerranée        | 4,33             | 1 730 (2022)                      | 400                |
| Pézenas            | 34199      | CA Hérault Méditerranée        | 29,56            | 7 789 (2022)                      | 263                |
| Pinet              | 34203      | CA Hérault Méditerranée        | 8,83             | 2 012 (2022)                      | 228                |
| Pomérols           | 34207      | CA Hérault Méditerranée        | 11,01            | 2 255 (2022)                      | 205                |
| Puissalicon        | 34224      | CC Les Avant-Monts             | 13,05            | 1 352 (2022)                      | 104                |
| Saint-Thibéry      | 34289      | CA Hérault Méditerranée        | 18,47            | 3 047 (2022)                      | 165                |
| Servian            | 34300      | CA Béziers Méditerranée        | 40,61            | 5 427 (2022)                      | 134                |
| Sète               | 34301      | CA Sète Agglopôle Méditerranée | 24,21            | 45 090 (2022)                     | 1 862              |
| Tourbes            | 34311      | CA Hérault Méditerranée        | 15,96            | 1 875 (2022)                      | 117                |
| Valros             | 34325      | CA Béziers Méditerranée        | 6,61             | 1 665 (2022)                      | 252                |
| Vias               | 34332      | CA Hérault Méditerranée        | 32,49            | 5 960 (2022)                      | 183                |

## Historique des députations
| Législature | Début de mandat | Fin de mandat  | Député                 | Parti politique | Observations                                                                                        |
| ----------- | --------------- | -------------- | ---------------------- | --------------- | --------------------------------------------------------------------------------------------------- |
| IXe         | 23 juin 1988    | 1er avril 1993 | Jean Lacombe           | PS              | |
| Xe          | 2 avril 1993    | 21 avril 1997  | Yves Marchand,         | UDF,            | Maire de Sète Mandat écourté à la suite d'une dissolution parlementaire décidée par Jacques Chirac. |
| XIe         | 12 juin 1997    | 18 juin 2002   | François Liberti       | PCF             | Maire de Sète                                                                                       |
| XIIe        | 19 juin 2002    | 19 juin 2007   | François Liberti,      | PCF,            | Conseiller municipal, conseiller général                                                            |
| XIIIe       | 20 juin 2007    | 19 juin 2012   | Gilles d'Ettore        | UMP             | Maire d'Agde                                                                                        |
| XIVe        | 20 juin 2012    | 20 juin 2017   | Sébastien Denaja       | PS              | |
| XVe         | 21 juin 2017    | 21 juin 2022   | Christophe Euzet       | LREM            | |
| XVIe        | 22 juin 2022    | 9 juin 2024    | Aurélien Lopez-Liguori | RN              | Mandat écourté à la suite d'une dissolution parlementaire décidée par Emmanuel Macron.              |
| XVIIe       | 8 juillet 2024  | En cours       | Aurélien Lopez-Liguori | RN              | |

## Historique des élections
Voici la liste des résultats des élections législatives dans la circonscription depuis le découpage électoral de 1986 : 

### Élections de 1988
| Candidat       | Candidat                   | Parti           | Premier tour | Premier tour | Second tour | Second tour |  |
| Candidat       | Candidat                   | Parti           | Voix         | %            | Voix        | %           |  |
| -------------- | -------------------------- | --------------- | ------------ | ------------ | ----------- | ----------- |  |
|                | Jean Lacombe sortant réélu | PS              | 17 930       | 33,75        | 31 795      | 54,78       |  |
|                | Yves Marchand              | UDF (CDS) (URC) | 17 097       | 32,19        | 26 245      | 45,22       |  |
|                | François Liberti           | PCF             | 10 455       | 19,68        | Retrait     | Retrait     |  |
|                | Pierre Dominguez           | FN              | 7 638        | 14,38        |             |             |  |
|                |                            |                 |              |              |             |             |  |
| Inscrits       | Inscrits                   | Inscrits        | 81 942       | 100,00       | 81 926      | 100,00      |  |
| Abstentions    | Abstentions                | Abstentions     | 27 820       | 33,95        | 21 939      | 26,78       |  |
| Votants        | Votants                    | Votants         | 54 122       | 66,05        | 59 987      | 73,22       |  |
| Blancs et nuls | Blancs et nuls             | Blancs et nuls  | 1 002        | 1,85         | 1 947       | 3,25        |  |
| Exprimés       | Exprimés                   | Exprimés        | 53 120       | 98,15        | 58 040      | 96,75       |  |

Le suppléant de Jean Lacombe était André Bordères, PRG, chef d'entreprise à Agde.

### Élections de 1993
| Candidat       | Candidat             | Parti          | Premier tour | Premier tour | Second tour | Second tour |  |
| Candidat       | Candidat             | Parti          | Voix         | %            | Voix        | %           |  |
| -------------- | -------------------- | -------------- | ------------ | ------------ | ----------- | ----------- |  |
|                | Yves Marchand élu    | UDF (CDS)      | 19 722       | 33,33        | 31 981      | 52,94       |  |
|                | François Liberti     | PCF            | 11 221       | 18,96        | 28 429      | 47,06       |  |
|                | Roselyne Vialles     | FN             | 9 755        | 16,48        |             |             |  |
|                | Jean Lacombe sortant | PS (ADFP)      | 9 490        | 16,04        |             |             |  |
|                | Yves Piétrasanta     | GÉ (EÉ)        | 6 482        | 10,95        |             |             |  |
|                | Serge Cosentino      | LT-LNÉ         | 1 168        | 1,97         |             |             |  |
|                | Hector Maitres       | AP             | 523          | 0,88         |             |             |  |
|                | Dagmar Michel        | Extrême gauche | 485          | 0,82         |             |             |  |
|                | Jacques Tudez        | PLN            | 331          | 0,56         |             |             |  |
|                |                      |                |              |              |             |             |  |
| Inscrits       | Inscrits             | Inscrits       | 88 904       | 100,00       | 88 892      | 100,00      |  |
| Abstentions    | Abstentions          | Abstentions    | 26 606       | 29,93        | 23 659      | 26,62       |  |
| Votants        | Votants              | Votants        | 62 298       | 70,07        | 65 233      | 73,38       |  |
| Blancs et nuls | Blancs et nuls       | Blancs et nuls | 3 121        | 5,01         | 4 823       | 7,39        |  |
| Exprimés       | Exprimés             | Exprimés       | 59 177       | 94,99        | 60 410      | 92,61       |  |

Le suppléant d'Yves Marchand était Michel Saint-Blancat, maire de Vias.

### Élections de 1997
| Candidat       | Candidat              | Parti          | Premier tour | Premier tour | Second tour | Second tour |  |
| Candidat       | Candidat              | Parti          | Voix         | %            | Voix        | %           |  |
| -------------- | --------------------- | -------------- | ------------ | ------------ | ----------- | ----------- |  |
|                | François Liberti élu  | PCF            | 15 718       | 24,7         | 35 684      | 60,49       |  |
|                | Yves Marchand sortant | UDF (FD)       | 14 424       | 22,67        | Retrait     | Retrait     |  |
|                | Lucien Brouillet      | FN             | 12 905       | 20,28        | 23 306      | 39,51       |  |
|                | Régis Passerieux      | PS             | 11 672       | 18,34        |             |             |  |
|                | Yves Piétrasanta      | PE             | 4 003        | 6,29         |             |             |  |
|                | Roselyne Bahler       | Les Verts      | 1 561        | 2,45         |             |             |  |
|                | Alain Subirats        | LDI (MPF)      | 962          | 1,51         |             |             |  |
|                | Victor Nardonne       | Divers gauche  | 610          | 0,96         |             |             |  |
|                | Magali Manus          | MÉI            | 512          | 0,8          |             |             |  |
|                | Florence Clarge       | US4J           | 488          | 0,77         |             |             |  |
|                | Jean-Hugues Silberman | MDC            | 487          | 0,77         |             |             |  |
|                | Frédéric Cranet       | Extrême droite | 296          | 0,47         |             |             |  |
|                | Nicolas Gabino        | Divers droite  | 0            | 0            |             |             |  |
|                |                       |                |              |              |             |             |  |
| Inscrits       | Inscrits              | Inscrits       | 94 297       | 100,00       | 94 274      | 100,00      |  |
| Abstentions    | Abstentions           | Abstentions    | 28 122       | 29,82        | 27 678      | 29,36       |  |
| Votants        | Votants               | Votants        | 66 175       | 70,18        | 66 596      | 70,64       |  |
| Blancs et nuls | Blancs et nuls        | Blancs et nuls | 2 537        | 3,83         | 7 606       | 11,42       |  |
| Exprimés       | Exprimés              | Exprimés       | 63 638       | 96,17        | 58 990      | 88,58       |  |

Le suppléant de François Liberti était Michel Mur, conseiller municipal d'Agde.

### Élections de 2002
| Candidat       | Candidat                       | Parti             | Premier tour | Premier tour | Second tour | Second tour |  |
| Candidat       | Candidat                       | Parti             | Voix         | %            | Voix        | %           |  |
| -------------- | ------------------------------ | ----------------- | ------------ | ------------ | ----------- | ----------- |  |
|                | François Commeinhes            | UMP               | 19 427       | 28,16        | 27 904      | 40,82       |  |
|                | François Liberti sortant réélu | PCF               | 14 007       | 20,3         | 28 732      | 42,03       |  |
|                | Jean-Claude Martinez           | FN                | 13 890       | 20,13        | 11 725      | 17,15       |  |
|                | Régis Passerieux               | PS                | 11 376       | 16,49        |             |             |  |
|                | Christophe Morgo               | CPNT              | 3 068        | 4,45         |             |             |  |
|                | Jean-Baptiste Giordano         | Les Verts         | 1 411        | 2,05         |             |             |  |
|                | Hugues Diener                  | Divers droite     | 1 265        | 1,83         |             |             |  |
|                | José Péruga                    | MNR               | 786          | 1,14         |             |             |  |
|                | Patrick Fernandez              | LCR               | 736          | 1,07         |             |             |  |
|                | Alain Rémy                     | LT-LNÉ            | 600          | 0,87         |             |             |  |
|                | Gabriel Rubio                  | Divers droite     | 390          | 0,57         |             |             |  |
|                | Jean-Pierre Paon               | LO                | 376          | 0,54         |             |             |  |
|                | Philippe Lacombe               | Divers            | 366          | 0,53         |             |             |  |
|                | Alain Prat                     | PRG               | 297          | 0,43         |             |             |  |
|                | Ernest Comunale                | Divers écologiste | 193          | 0,28         |             |             |  |
|                | Christian Schembre             | Divers            | 172          | 0,25         |             |             |  |
|                | Thierry Hély                   | Divers            | 154          | 0,22         |             |             |  |
|                | Isabelle Brissard-Seguin       | CNIP              | 151          | 0,22         |             |             |  |
|                | Josiane Colonna                | Divers écologiste | 117          | 0,17         |             |             |  |
|                | Robert Hadjadj                 | Divers            | 112          | 0,16         |             |             |  |
|                | Patricia Sourrouille           | Extrême gauche    | 97           | 0,14         |             |             |  |
|                |                                |                   |              |              |             |             |  |
| Inscrits       | Inscrits                       | Inscrits          | 107 449      | 100,00       | 107 445     | 100,00      |  |
| Abstentions    | Abstentions                    | Abstentions       | 36 953       | 34,39        | 37 149      | 34,57       |  |
| Votants        | Votants                        | Votants           | 70 496       | 65,61        | 70 296      | 65,43       |  |
| Blancs et nuls | Blancs et nuls                 | Blancs et nuls    | 1 505        | 2,13         | 1 935       | 2,75        |  |
| Exprimés       | Exprimés                       | Exprimés          | 68 991       | 97,87        | 68 361      | 97,25       |  |

Le suppléant de François Liberti était Michel Mur.

### Élections de 2007
| Candidat       | Candidat                 | Parti             | Premier tour | Premier tour | Second tour | Second tour |  |
| Candidat       | Candidat                 | Parti             | Voix         | %            | Voix        | %           |  |
| -------------- | ------------------------ | ----------------- | ------------ | ------------ | ----------- | ----------- |  |
|                | Gilles d'Ettore élu      | UMP               | 29 839       | 41,2         | 38 913      | 52,69       |  |
|                | François Liberti sortant | PCF               | 17 659       | 24,38        | 34 933      | 47,31       |  |
|                | Geneviève Tapie          | PS                | 8 082        | 11,16        |             |             |  |
|                | Jean-Claude Martinez     | FN                | 5 363        | 7,41         |             |             |  |
|                | Marie-Claude Domingot    | UDF–MoDem         | 3 503        | 4,84         |             |             |  |
|                | Bruno Escaffre           | CNIP              | 2 122        | 2,93         |             |             |  |
|                | Marie-France Britto      | CPNT              | 1 329        | 1,84         |             |             |  |
|                | Bruno Priez              | Les Verts         | 1 270        | 1,75         |             |             |  |
|                | Suzanne Aillot           | LCR               | 872          | 1,2          |             |             |  |
|                | Olivier Goudou           | MÉI               | 529          | 0,73         |             |             |  |
|                | Sylvie Lessieux          | Divers            | 418          | 0,58         |             |             |  |
|                | Louis Delpech            | MRC               | 375          | 0,52         |             |             |  |
|                | Paule Corteval           | MPF               | 375          | 0,52         |             |             |  |
|                | Michel d'Aquino          | DLR               | 341          | 0,47         |             |             |  |
|                | Pierre Soyer             | LO                | 340          | 0,47         |             |             |  |
|                | Abdel Benbakir           | Divers écologiste | 2            | 0            |             |             |  |
|                |                          |                   |              |              |             |             |  |
| Inscrits       | Inscrits                 | Inscrits          | 119 819      | 100,00       | 119 809     | 100,00      |  |
| Abstentions    | Abstentions              | Abstentions       | 46 112       | 38,48        | 43 498      | 36,31       |  |
| Votants        | Votants                  | Votants           | 73 707       | 61,52        | 76 311      | 63,69       |  |
| Blancs et nuls | Blancs et nuls           | Blancs et nuls    | 1 288        | 1,75         | 2 465       | 3,23        |  |
| Exprimés       | Exprimés                 | Exprimés          | 72 419       | 98,25        | 73 846      | 96,77       |  |

### Élections de 2012
| Candidat       | Candidat                | Parti                         | Premier tour | Premier tour | Second tour | Second tour |  |
| Candidat       | Candidat                | Parti                         | Voix         | %            | Voix        | %           |  |
| -------------- | ----------------------- | ----------------------------- | ------------ | ------------ | ----------- | ----------- |  |
|                | Gilles d'Ettore sortant | UMP                           | 19 100       | 32,50        | 22 826      | 37,32       |  |
|                | Sébastien Denaja élu    | PS                            | 18 422       | 31,35        | 26 247      | 42,92       |  |
|                | France Jamet            | RBM (FN)                      | 12 959       | 22,05        | 12 085      | 19,76       |  |
|                | Sébastien Andral        | FG (PCF) (Divers gauche)      | 5 516        | 9,39         |             |             |  |
|                | Adeline Bérard          | AÉI                           | 688          | 1,17         |             |             |  |
|                | Michel Colas            | DLR                           | 436          | 0,74         |             |             |  |
|                | Marie Pince             | POC                           | 435          | 0,74         |             |             |  |
|                | Serge Jené              | AC                            | 411          | 0,70         |             |             |  |
|                | Olivier Goudou          | Cap21                         | 284          | 0,48         |             |             |  |
|                | Brigitte Moulin         | LO                            | 270          | 0,46         |             |             |  |
|                | Carmelo Martelli        | S&P                           | 142          | 0,24         |             |             |  |
|                | Valérie Paringaux       | Divers (Mouvement anti-radar) | 107          | 0,18         |             |             |  |
|                |                         |                               |              |              |             |             |  |
| Inscrits       | Inscrits                | Inscrits                      | 95 983       | 100,00       | 95 974      | 100,00      |  |
| Abstentions    | Abstentions             | Abstentions                   | 36 335       | 37,86        | 33 740      | 35,16       |  |
| Votants        | Votants                 | Votants                       | 59 648       | 62,14        | 62 234      | 64,84       |  |
| Blancs et nuls | Blancs et nuls          | Blancs et nuls                | 878          | 1,47         | 1 076       | 1,73        |  |
| Exprimés       | Exprimés                | Exprimés                      | 58 770       | 98,53        | 61 158      | 98,27       |  |

### Élections de 2017
|                                                                           | |                           |                           |                          |                          |
|                                                                           | | Premier tour 11 juin 2017 | Premier tour 11 juin 2017 | Second tour 18 juin 2017 | Second tour 18 juin 2017 |
|                                                                           | |                           |                           |                          |                          |
|                                                                           | | Nombre                    | % des inscrits            | Nombre                   | % des inscrits           |
| Inscrits                                                                  | Inscrits | 102 087                   | 100,00                    | 102 087                  | 100,00                   |
| Abstentions                                                               | Abstentions | 52 390                    | 51,32                     | 58 446                   | 57,25                    |
| Votants                                                                   | Votants | 49 697                    | 48,68                     | 43 641                   | 42,75                    |
|                                                                           | |                           | % des votants             |                          | % des votants            |
| Bulletins blancs                                                          | Bulletins blancs | 857                       | 1,72                      | 3 159                    | 7,24                     |
| Bulletins nuls                                                            | Bulletins nuls | 334                       | 0,67                      | 1 445                    | 3,31                     |
| Suffrages exprimés                                                        | Suffrages exprimés | 48 506                    | 97,60                     | 39 037                   | 89,45                    |
|                                                                           | |                           |                           |                          |                          |
| Candidat Étiquette politique (partis et alliances)                        | Candidat Étiquette politique (partis et alliances)                                                                                           | Voix                      | % des exprimés            | Voix                     | % des exprimés           |
|                                                                           | |                           |                           |                          |                          |
|                                                                           | Christophe Euzet La République en marche !                                                                                                   | 12 120                    | 24,99                     | 20 623                   | 52,83                    |
|                                                                           | Myriam Roques Front national | 11 483                    | 23,67                     | 18 414                   | 47,17                    |
|                                                                           | Laurence Magne Les Républicains | 7 123                     | 14,68                     |                          |                          |
|                                                                           | Sébastien Denaja (député sortant) Parti socialiste (Europe Écologie Les Verts - Parti radical de gauche - Mouvement républicain et citoyen ) | 6 029                     | 12,43                     |                          |                          |
|                                                                           | Marie-Hélène Leclercq La France insoumise | 5 195                     | 10,71                     |                          |                          |
|                                                                           | Jean-Luc Bou Parti communiste français | 2 388                     | 4,92                      |                          |                          |
|                                                                           | Agnès Gizard-Carlin Divers gauche (Europe Écologie Les Verts)                                                                                | 702                       | 1,45                      |                          |                          |
|                                                                           | Christophe Panis Extrême droite (Union des Patriotes)                                                                                        | 666                       | 1,37                      |                          |                          |
|                                                                           | Virginie Angevin Debout la France | 599                       | 1,23                      |                          |                          |
|                                                                           | Magali Richaud Divers (Parti animaliste) | 592                       | 1,22                      |                          |                          |
|                                                                           | Igor Kurek Divers droite (Rassemblement pour la France)                                                                                      | 492                       | 1,01                      |                          |                          |
|                                                                           | Jean-Claude Martinez Extrême droite (France Force Sud)                                                                                       | 417                       | 0,86                      |                          |                          |
|                                                                           | Daniel Pilaudeau Lutte ouvrière | 283                       | 0,58                      |                          |                          |
|                                                                           | Bruno Luigi Divers (Union populaire républicaine)                                                                                            | 264                       | 0,54                      |                          |                          |
|                                                                           | Guy Pagès Extrême gauche (Parti ouvrier indépendant démocratique)                                                                            | 153                       | 0,32                      |                          |                          |
| Source : Ministère de l'Intérieur - Septième circonscription de l'Hérault | |                           |                           |                          |                          |

### Élections de 2022
Les élections législatives françaises de 2022 ont eu lieu les dimanches 12 et 19 juin 2022.
|                                                    |                                                                                         |                           |                           |                          |                          |
|                                                    |                                                                                         | Premier tour 12 juin 2022 | Premier tour 12 juin 2022 | Second tour 19 juin 2022 | Second tour 19 juin 2022 |
|                                                    |                                                                                         |                           |                           |                          |                          |
|                                                    |                                                                                         | Nombre                    | % des inscrits            | Nombre                   | % des inscrits           |
| Inscrits                                           | Inscrits                                                                                | 108 908                   | 100                       | 108 885                  | 100                      |
| Abstentions                                        | Abstentions                                                                             | 56 037                    | 51,45                     | 57 027                   | 52,37                    |
| Votants                                            | Votants                                                                                 | 52 871                    | 48,55                     | 51 858                   | 47,63                    |
|                                                    |                                                                                         |                           | % des votants             |                          | % des votants            |
| Bulletins blancs                                   | Bulletins blancs                                                                        | 682                       | 1,29                      | 4 038                    | 7,79                     |
| Bulletins nuls                                     | Bulletins nuls                                                                          | 339                       | 0,64                      | 1 569                    | 3,03                     |
| Suffrages exprimés                                 | Suffrages exprimés                                                                      | 51 850                    | 98,07                     | 46 251                   | 89,19                    |
|                                                    |                                                                                         |                           |                           |                          |                          |
| Candidat Étiquette politique (partis et alliances) | Candidat Étiquette politique (partis et alliances)                                      | Voix                      | % des exprimés            | Voix                     | % des exprimés           |
|                                                    |                                                                                         |                           |                           |                          |                          |
|                                                    | Aurélien Lopez-Liguori Rassemblement national                                           | 16 079                    | 31,01                     | 27 378                   | 59,19                    |
|                                                    | Gabriel Blasco Nouvelle Union populaire écologique et sociale Parti communiste français | 11 278                    | 21,75                     | 18 873                   | 40,81                    |
|                                                    | Christophe Euzet* Ensemble                                                              | 10 031                    | 19,35                     |                          |                          |
|                                                    | Yves Michel Divers droite                                                               | 5 328                     | 10,28                     |                          |                          |
|                                                    | Julie Garcin-Saudo PS diss.                                                             | 3 404                     | 6,57                      |                          |                          |
|                                                    | Audrey Cavaillé Reconquête                                                              | 2 982                     | 5,75                      |                          |                          |
|                                                    | Guillaume Sultani Écologie au centre                                                    | 850                       | 1,64                      |                          |                          |
|                                                    | Georges Gallerand Les Patriotes                                                         | 651                       | 1,26                      |                          |                          |
|                                                    | Magali Richaud Parti animaliste                                                         | 640                       | 1,23                      |                          |                          |
|                                                    | Daniel Pilaudeau Lutte ouvrière                                                         | 366                       | 0,71                      |                          |                          |
|                                                    | Jacqueline Gonzales Parti ouvrier indépendant démocratique                              | 241                       | 0,46                      |                          |                          |
| * Député sortant                                   |                                                                                         |                           |                           |                          |                          |

### Élections de 2024
Député sortant : Aurélien Lopez-Liguori (Rassemblement national).
|                          | Aurélien Lopez-Liguori   | RN                       | RN                       | 37 495  | 51,66 |  |  |
|                          | Gabriel Blasco           | PCF (NFP)                | UG                       | 18 415  | 25,37 |  |  |
|                          | Jocelyne Gizardin        | HOR (ENS)                | ENS                      | 15 618  | 21,52 |  |  |
|                          | Daniel Pilaudeau         | LO                       | EXG                      | 1 047   | 1,44  |  |  |
|                          |                          |                          |                          |         |       |  |  |
| Votes valides            | Votes valides            | Votes valides            | Votes valides            | 72 575  | 96,85 |  |  |
| Votes blancs             | Votes blancs             | Votes blancs             | Votes blancs             | 1 485   | 1,98  |  |  |
| Votes nuls               | Votes nuls               | Votes nuls               | Votes nuls               | 873     | 1,17  |  |  |
| Total                    | Total                    | Total                    | Total                    | 74 933  | 100   |  |  |
| Abstention               | Abstention               | Abstention               | Abstention               | 35 529  | 32,16 |  |  |
| Inscrits / participation | Inscrits / participation | Inscrits / participation | Inscrits / participation | 110 462 | 67,84 |  |  |

#### Département de l'Hérault
- La fiche de l'INSEE de cette circonscription : « Tableaux et Analyses de la septième circonscription de l'Hérault », sur insee.fr, site de l'Institut national de la statistique et des études économiques (consulté le 10 juin 2007) [PDF]

- « Tous les députés du département de l'Hérault depuis 1789 », sur assemblee-nationale.fr, site de l'Assemblée nationale française (consulté le 10 juin 2007)

- « Informations contentieuses sur le département de l'Hérault (Élections législatives de 2002) »(Archive.org • Wikiwix • Archive.is • Google • Que faire ?), sur conseil-constitutionnel.fr, site du Conseil constitutionnel (consulté le 13 juin 2007)

#### Circonscriptions en France
- « Carte des circonscriptions législatives en France », sur assemblee-nationale.fr, site de l'Assemblée nationale française (consulté le 10 juin 2007)

- « Résultats électoraux officiels en France »(Archive.org • Wikiwix • Archive.is • Google • Que faire ?), sur interieur.gouv.fr, site du ministère de l'Intérieur (France) (consulté le 13 juin 2007)

- Description et Atlas des circonscriptions électorales de France sur http://www.atlaspol.com, Atlaspol, site de cartographie géopolitique, consulté le 13 juin 2007.